# インフォーマル・グループ
インフォーマル・グループ（informal group）は、非公式集団と訳されることが多いが、組織の中で自然発生的に生まれる人間関係で、反対は、フォーマル・グループである。組織によって枠を嵌められた学級、部署部門、支店といった枠組みや先生・生徒、部長・課長・主任といった縦割り関係にもとらわれず、随意的に生じてくる仲間関係のことである。

## 背景
1927年から1932年まで5年にわたり、シカゴのウェスタン・エレクトリック社のホーソン工場で、組織の中の人間関係について行われた調査研究、ホーソン実験の中で、勤労意欲を支えている「モラール」(morale)には、インフォーマルグループを通しての一体感情や仲間意識が大きく作用しているということが指摘され、以来、児童期、青年期、特にギャングエイジの人間形成などでもこうした互いに強く感化しあう集団の形成が注目されるようになった。

## 他の例
たとえば労働組合において、従来の路線を企業よりの路線へ転換を促すために企業側が育成する、労組にとって見れば組織破壊工作のための組織などもこのインフォーマル・グループと呼ばれることがある。これは上記社会学的用語の根本規定である「自然発生的」という与件を欠いているが、他に形容すべき用語がない中で用いられた拡大解釈であり、広義に「分断工作」と呼ぶべきものである。